# Whitelaw Reid

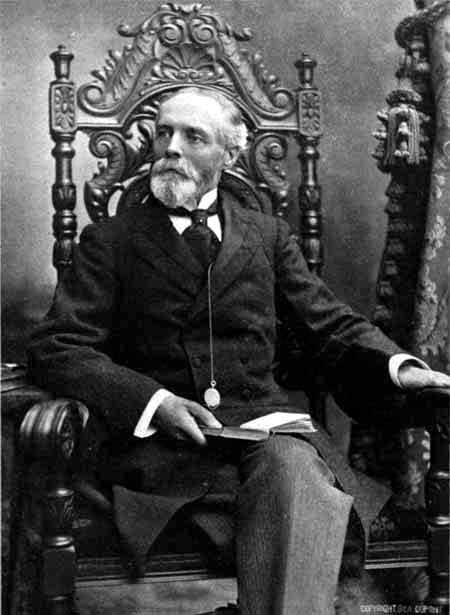

Whitelaw Reid (ur. 27 października 1837 w Cedarville, zm. 15 grudnia 1912 w Londynie) – amerykański dziennikarz, polityk i dyplomata.
W 1856 ukończył studia na Miami University. W latach 1872–1905 pełnił funkcję redaktora naczelnego New York Tribune. Był ambasadorem USA we Francji (1889-1892) i w Wielkiej Brytanii (1905-1912). Został wyznaczony jako kandydat Partii Republikańskiej na wiceprezydenta przy kandydującym na prezydenta Benjaminie Harrisonie w 1892. Zostali oni jednak pokonani przez Grovera Clevelanda i Adlaia Ewinga Stevensona.